# جيمس ريان
جيمس ريان (بالإنجليزية: James Ryan) (15 سبتمبر 1892 - 25 سبتمبر 1915) هو لاعب كريكت بريطاني (وحمل سابقاً جنسية المملكة المتحدة لبريطانيا العظمى وأيرلندا).